# 娜格玛·穆罕默德·马利克
娜格玛·穆罕默德·马利克（1967年4月22日—），印度外交官，現任印度駐波蘭兼駐立陶宛大使，曾任印度驻文莱高级专员、印度驻突尼斯大使等职务。

## 經歷
娜格玛·穆罕默德·马利克1967年4月22日生於德里，父母是喀拉拉邦卡萨拉戈德人。她在德里長大並就讀於聖斯蒂芬學院和德里經濟學院，拥有英语文学学士学位和社会学硕士学位。
马利克于1991年加入印度外交部，選擇法語作爲學習外語。她也是首位加入印度外事服务的穆斯林女性。她的外交生涯始于巴黎，任職於印度驻法国大使馆和印度驻联合国教科文组织代表团。在新德里，她在印度政府担任多个职务，首先任職於印度外交部西欧司，然后在因德尔·库马尔·古杰拉尔總理的总理办公室担任个人助理，后成为首位女性禮賓司副司長。
此后，她在印度驻尼泊尔和斯里兰卡的外交使团中分别担任一等祕書和参赞。回到新德里后，她擔任印度外交部副发言人。随后，她担任欧亚司副司长，负责处理印度与俄罗斯和独联体国家的双边关系。2010年7月至2012年9月，她担任印度驻泰国大使馆副团长。2012年10月至2015年11月，出任印度驻突尼斯大使。2015年12月至2018年12月，任印度驻文莱高级专员。2019年2月至2020年1月，她担任外交部政策规划司司长，随后至2021年8月，她担任非洲事务輔祕，负责与东非和南非国家的关系，并监督与整个非洲的关系。
2021年7月9日，马利克被任命为下一任印度驻波兰大使。2021年9月1日至今任印度駐波蘭大使，兼駐立陶宛。

## 個人生活
马利克已婚，丈夫是律師，育有一子一女。她会说英语、法语、印地语、乌尔都语和马拉雅拉姆语。她的兴趣包括印度古典舞蹈和音乐、英文、健身和营养。
马利克曾出演印度肥皂劇《Hum Log》。